# 尼克拉斯·考尔

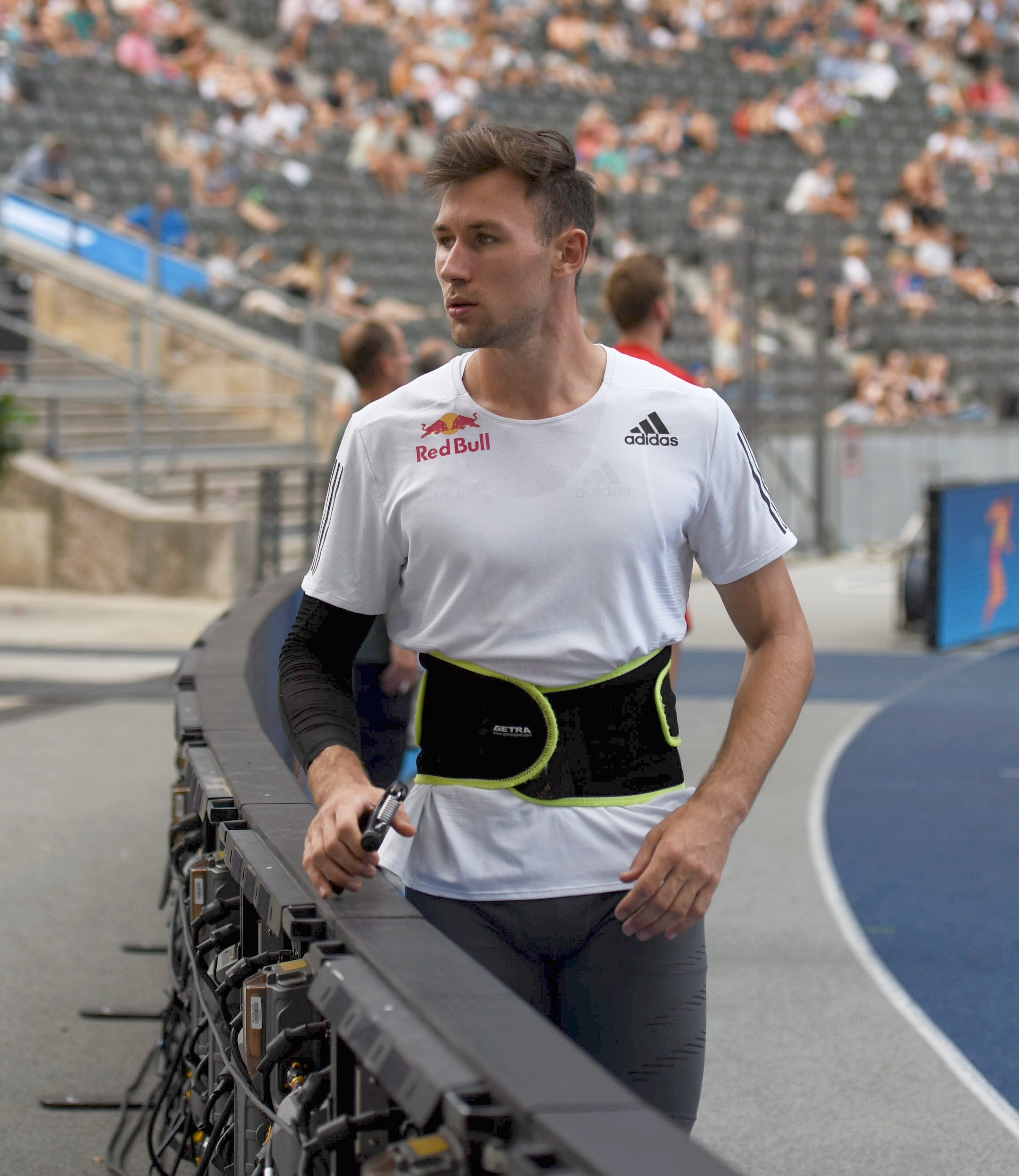
尼克拉斯·考尔 (2019年)

尼克拉斯·考尔（德語：Niklas Kaul，1998年2月11日—）是一名参加全能项目的德国田径运动员。他在2019年世界田径锦标赛上赢得了十项全能的金牌，成为最年轻的十项全能世界冠军。